# Riscadinha
A riscadinha ou mariquita-riscadinha (Mniotilta varia) é uma espécie de mariquita migratória nativa do Novo Mundo, é o único membro do gênero Mniotilta. Reproduz-se no norte e leste da América do Norte e inverna na América Central e América do Sul. Esta espécie aparece como um vagante muito raro na Europa Ocidental, e como um migrante boreal no Brasil. Em relação à outras espécies de mariquitas, esta não é bem estudada.

## Descrição

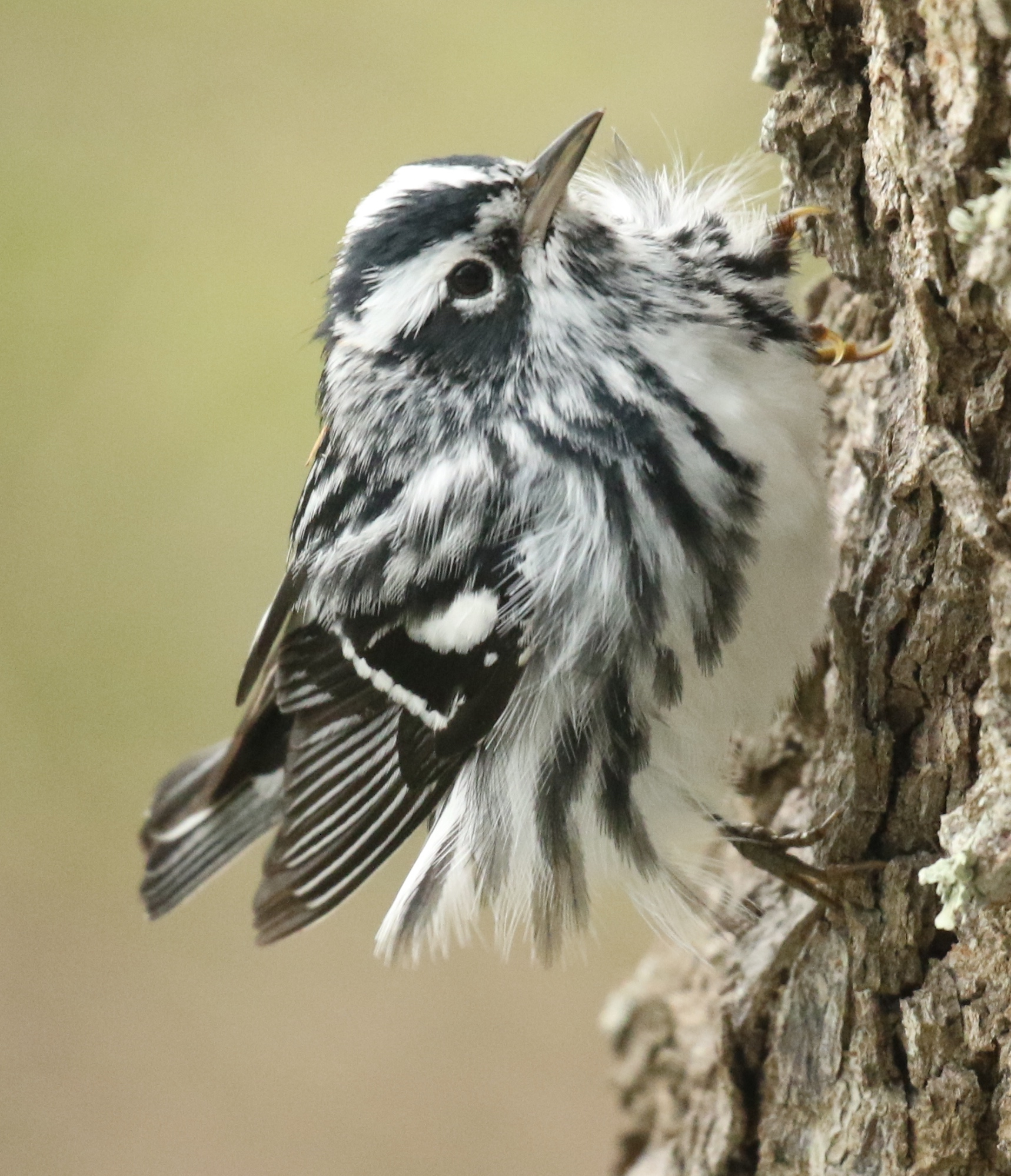
Riscadinha macho fotografado em South Padre Island, Texas, Estados Unidos.

A riscadinha mede aproximadamente 11 cm a 13 cm de comprimento com um peso de 8 g a 15 g. A envergadura varia de 18 a 22 cm.
Fiel ao seu nome, as riscadinhas são estriadas com preto e branco. Ambos os sexos têm coroas pretas com uma sobrancelha branca, listras pretas na barriga branca, asas pretas com duas barras brancas, cauda preta, costas e coberteiras subcaudais listradas, com pernas e tarsos cinzentos. Os machos em reprodução possuem uma garganta listrada em contraste com a bochecha preta, enquanto as fêmeas têm uma bochecha cinza e uma garganta cor branco-creme. Os machos juvenis são muito semelhantes às fêmeas adultas em cores e padrões.